# Rio do Campo
Rio do Campo is een gemeente in de Braziliaanse deelstaat Santa Catarina. De gemeente telt 6.135 inwoners (schatting 2009).

## Aangrenzende gemeenten
De gemeente grenst aan Monte Castelo, Papanduva, Salete, Santa Cecília, Santa Terezinha, Taió en Vitor Meireles.